# Polymixinia appositaria
Polymixinia appositaria är en fjärilsart som beskrevs av John Henry Leech 1891. Polymixinia appositaria ingår i släktet Polymixinia och familjen mätare. Inga underarter finns listade i Catalogue of Life.